# 1035년

## 연호
- 북송(北宋) 경우(景祐) 2년
- 요(遼) 중희(重熙) 4년
- 일본(日本) 조겐(長元) 8년
- 서하(西夏) 광운(廣運) 2년
- 리 왕조(李朝) 통투이(通瑞) 2년

## 기년
- 고려(高麗) 정종(靖宗) 원년
- 북송(北宋) 인종(仁宗) 13년
- 요(遼) 흥종(興宗) 5년
- 서하(西夏) 이원호(李元昊) 4년
- 리 왕조(李朝) 태종(太宗) 8년

## 탄생
- 교황 우르바노 2세

## 사망
- 11월 12일 - 크누트 대왕, 잉글랜드와 덴마크, 노르웨이의 왕이며 슬레스비와 포메른의 통치자.